# Есром
Есром, Эсром (ивр. חֶצְרוֹן Хецрон буквально «замкнутый, заключённый») — предок царя Давида, старший сын Фареса (Быт. 46:12).
Из Первой книги Паралипоменон видно, что Есром вступил в супружество с дочерью Махира, первенца Манассии, и через Сегува, сына своего от неё, был дедом Иаира, внука Манассии (1Пар. 2:21, 22). У Есрома было 3 сына: Иерахмеил, Арам и Хелувай (1Пар. 2:9).
Упоминается Есром и в Новом Завете: в родословии Иисуса Христа его имя стоит в ряду других предков (Мф. 1:3, Лук. 3:33).